# Ed, Edd n Eddy: The Mis-Edventures
Ed, Edd n Eddy: The Mis-Edventures este un joc video de acțiune-aventură dezvoltat de Artificial Mind and Movement și publicat de Midway Games, lansat pentru mai multe platforme, inclusiv PlayStation 2, GameCube, Xbox și PC. Jocul este bazat pe seria animată de televiziune „Ed, Edd n Eddy” creată de Danny Antonucci, difuzată pe Cartoon Network. Lansat în 2005, jocul îi pune pe jucători în pielea celor trei protagoniști – Ed, Edd (Double D) și Eddy – într-o serie de aventuri și escrocherii în cartierul Peach Creek.

## Gameplay
„Ed, Edd n Eddy: The Mis-Edventures” este un joc de acțiune-aventură în care jucătorii controlează cele trei personaje principale, fiecare având abilități unice necesare pentru a progresa prin nivele. Ed este puternic și poate ridica obiecte grele și poate face un atac „Battering Ram”. Edd, cunoscut sub numele de Double D, este creierul grupului și poate folosi diverse obiecte și gadgeturi pentru a rezolva puzzle-uri. Eddy, liderul autoproclamat al trioului, poate folosi „Hypnotize” pentru a manipula obiectele și pe ceilalți copii din cartier.
Jocul este împărțit în mai multe nivele, fiecare cu propriul set de obiective și provocări. Jucătorii trebuie să alterneze între Ed, Edd și Eddy pentru a folosi abilitățile lor specifice și pentru a rezolva diverse puzzle-uri. De asemenea, jocul include colectarea de monede și diverse obiecte pentru a avansa în poveste și a debloca conținut suplimentar.

## Poveste
Povestea din „Ed, Edd n Eddy: The Mis-Edventures” se bazează pe schema obișnuită a desenului animat: încercările celor trei personaje de a câștiga bani pentru a cumpăra dulciuri jawbreakers. Fiecare nivel al jocului reprezintă o nouă escrocherie sau plan al trioului, care de obicei se termină într-un dezastru comic. Printre aventurile lor se numără infiltrarea în casa surorilor Kanker, organizarea unui carnaval și încercarea de a crea cel mai mare jawbreaker din lume.

## Dezvoltare
Dezvoltarea jocului a fost realizată de Artificial Mind and Movement, cunoscută și sub numele de A2M. Echipa de dezvoltare a lucrat îndeaproape cu creatorul seriei, Danny Antonucci, pentru a asigura că jocul păstrează stilul și umorul original al show-ului. Grafic, jocul a încercat să reproducă estetica desenată de mână a seriei animate, utilizând modele 3D care imită stilul de desen animat.

## Recepție Critică
„Ed, Edd n Eddy: The Mis-Edventures” a primit recenzii mixte din partea criticilor. Pe site-uri de agregare a recenziilor precum Metacritic, jocul a obținut scoruri moderate. Criticii au apreciat fidelitatea față de materialul sursă și umorul specific seriei, dar au criticat jocul pentru gameplay-ul repetitiv și grafica învechită.

### Puncte Pozitive
- Fidelitatea față de serie: Mulți critici și fani ai seriei au apreciat modul în care jocul a capturat esența și umorul show-ului original.
- Umor și dialoguri: Dialogurile și interacțiunile dintre personaje sunt considerate puncte forte, reflectând bine personalitățile unice ale fiecăruia.

### Puncte Negative
- Gameplay Repetitiv: Multe recenzii au menționat că jocul devine repetitiv după o anumită perioadă, cu puzzle-uri și obiective similare în fiecare nivel.
- Grafica și Performanța: Deși stilul grafic imită bine desenul animat, calitatea tehnică a graficii și performanțele jocului au fost considerate mediocre pentru standardele timpului.

## Moștenire și Impact
Deși nu a fost un succes răsunător din punct de vedere comercial sau critic, „Ed, Edd n Eddy: The Mis-Edventures” rămâne o piesă importantă pentru fanii seriei animate. Jocul a contribuit la extinderea universului „Ed, Edd n Eddy” dincolo de televiziune și a oferit fanilor o nouă modalitate de a interacționa cu personajele preferate. De asemenea, jocul a deschis calea pentru alte adaptări de jocuri video bazate pe seriale animate de pe Cartoon Network.
În concluzie, „Ed, Edd n Eddy: The Mis-Edventures” este un exemplu interesant de adaptare a unei serii animate într-un joc video, capturând esența și umorul original al show-ului, în ciuda unor deficiențe tehnice și de gameplay.